# Dampfross
Dampfross est un jeu de société créé par David G. Watts en 1973 et édité sous le nom de Railway Rivals. Réédité en Europe en 1983 par Schmidt Spiele, il connut ensuite une seconde édition appelée Dampfross 2 avec d'autres cartes.
Pour 3 à 6 joueurs, à partir de 8 ans pour environ 90 minutes.

## Principe général
Plusieurs cartes sont présentes dans la boîte. les joueurs choisissent préalablement sur quel pays ils vont s'affronter. Le jeu se déroule en deux phases :
1. La construction des lignes pendant laquelle les joueurs marquent des primes lorsqu'ils atteignent en premier une ville.
2. Les courses, qui rapportent des points aux joueurs qui arrivent premier ou second, ainsi qu'aux joueurs dont les coureurs empruntent les lignes.

Pendant la première phase, les joueurs essayent de se créer un réseau de voies ferrés qui leur permettra de participer aux courses et si possible de les gagner lors de la deuxième phase, ce qui rapporte des primes. Un joueur qui ne participe pas à une course peut cependant gagner des points en se faisant payer par les joueurs qui empruntent ses lignes. Un joueur qui possèderait une voie menant d'un bout à l'autre de la course a tout intérêt à la faire puisqu'elle ne lui coûte rien et peut au contraire lui faire gagner des points ... s'il tire de bons dés.

## Récompense
- Spiel des Jahres  1984